# Krzysztof Adamek
Krzysztof Zygmunt Adamek (ur. 2 maja 1945 r. w Pabianicach) – polski perkusista jazzowy.
Absolwent warszawskiej Średniej Szkoły Muzycznej w klasie perkusji. 
Zadebiutował w roku 1965 w zespole Hagaw. Grał w nim do 1972 r.
Ponadto współpracował z zespołami wykonującymi jazz tradycyjny Old Timers (w latach 1966–1968) oraz  (1966-1969). Brał udział w wielu prestiżowych festiwalach muzyki jazzowej, w tym na Jazz Jamboree w Warszawie, także w Europie Zachodniej.
Od 1980 roku jest perkusistą zespołu Gold Washboard.